# Алу Куол
Алу Куол (англ. Alou Kuol, нар. 5 липня 2001, Хартум, Судан) — австралійський футболіст суданського походження, нападник клубу «Сентрал-Кост Марінерс».

## Біографія
Алу Куол народився у столиці Судану місті Хартум в багатодітній родині. Коли йому виповнилось три роки він разом з родиною покинув Судан. Спочатку родина переїхала до Єгипту, після чого перебралася до Австралії. У місті Шепартон Куол працював кухарем, паралельно з цим грав у футбол на аматорському рівні.

## Ігрова кар'єра
Грати у футбол Алу Куол починав у молодіжній команді клубу «Гоулберн Веллі Санз». У 2019 році він перейшов до клубу «Сентрал-Кост Марінерс» і 1 грудня 2020 року зіграв свій перший матч в австралійській А-Лізі.
У квітні 2021 року стало відомо, що Куол підписав контракт до 2025 року з німецьким «Штутгартом». І влітку 2021 року як вільний агент Куол приєднався до німецького клубу. Провівши половину сезону у другій команді «Штутгарту», на початку 2022 року Куол відправився в оренду у клуб Другої Бундесліги «Зандгаузен».